# ZALA Lancet
ZALA Lancet je ruská vyčkávací munice – bezpilotní sebevražedný („kamikaze“) dron, vyvinutý ruskou společností ZALA Aero Group (součást koncernu Kalašnikov) pro ruské ozbrojené síly. Poprvé byl představen v červnu 2019 během vojenské výstavy ARMY-2019 v Moskvě. Jedná se o další vývojovou verzi dronu ZALA KYB-UAV, známého také jako KUB-BLA.

## Popis

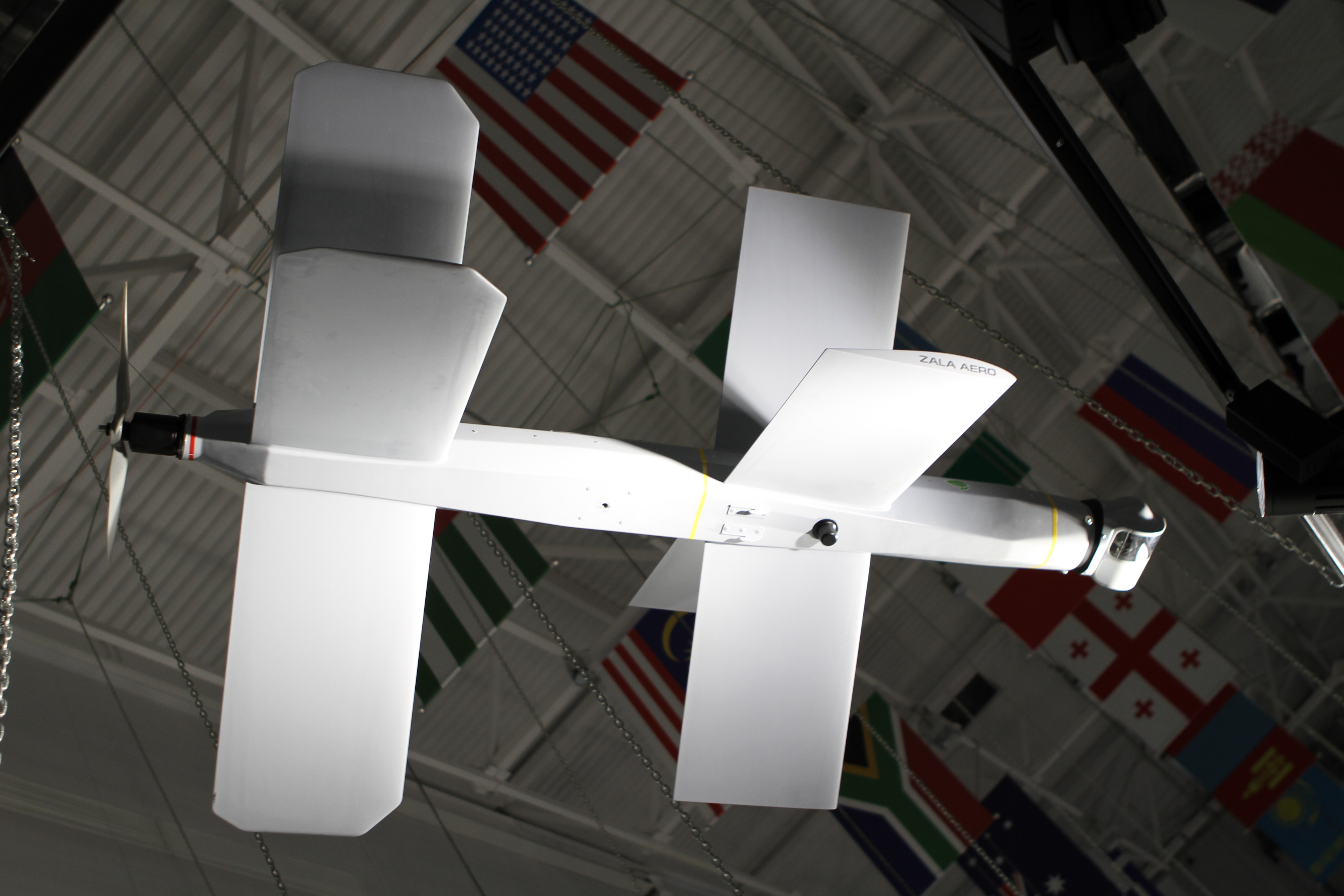
ZALA Lancet, pohled z boku

ZALA Lancet je bezpilotní dron s dvojicí tandemově uspořádaných křídel do tvaru písmene „X“. Pohon zajišťuje elektromotor, který roztáčí dvoulistou tlačnou vrtuli, umístěnou v zadní části. Dron lze použít jak pro průzkumné, tak i úderné mise. Má maximální dolet 40 km, maximální vzletovou hmotnost až 12 kg a v bojovém režimu může být vyzbrojen buď vysoce explozivními (HE), nebo HE-fragmentačními hlavicemi. Je vybaven opticko-elektronickým naváděním a také televizní naváděcí jednotkou, která umožňuje operátorovi řídit jej v terminální fázi letu. Podle hlavního konstruktéra společnosti Zala Aero Alexandra Zacharova může být Lancet použit také v roli tzv. „leteckého minování“, kdy se dron vrhá střemhlav rychlostí až 300 km/h a zasahuje nepřátelské bezpilotní letouny během letu. Lancet lze vypouštět pomocí katapultovacího zařízení ze země, nebo z námořních platforem, jako jsou hlídkové čluny třídy Raptor.

## Operační historie
Lancet byl bojově testován v Sýrii během ruské vojenské intervence v syrské občanské válce minimálně od listopadu 2020. V dubnu 2021 se zapojil do úderů proti hnutí Tahrír aš-Šám v guvernorátu Idlib.
Dne 8. června 2022 ruská obranná korporace Rostec oznámila, že bezpilotní letouny Lancet a KUB byly nasazeny během ruské agrese na Ukrajině. O měsíc později se objevily první záběry jejich bojového použití na Ukrajině.
Koncem roku 2022 se na sociálních sítích objevilo několik videozáznamů, na nichž drony Lancet zasahují různé ukrajinské vojenské cíle, jako jsou systémy protivzdušné obrany, samohybné houfnice, tanky nebo vojenská nákladní vozidla. Mezi poškozenými či zničenými cíli byly například raketové systémy S-300, raketový systém Buk-M1, raketový systém Strela-10, tank T-64 a Západem dodané houfnice M777, M109 a FH70.
Dne 4. listopadu 2022 byl dronem Lancet poškozen dělový člun ukrajinského námořnictva třídy Gjurza-M. Bylo to poprvé, kdy během války dron Lancet zaútočil na námořní cíl.

## Varianty

### Lancet-3
Základní a větší varianta s vytrvalostí 40 minut, maximálním užitečným zatížením 3 kg, vzletovou hmotností 12 kg a maximální rychlostí 80–110 km/h.

### Lancet-1
Menší verze dronu Lancet-3. Nese 1 kg užitečného zatížení, celkovou vzletovou hmotnost 5 kg a vytrvalost 30 minut.
Ruské jednotky na Ukrajině začaly používat modernizovanou bezpilotní munici Lancet s prodlouženou dobou letu až na jednu hodinu a výkonnější bojovou hlavicí o hmotnosti více než pět kilogramů, což je nejméně o dva kilogramy více než základní verze dronu. Pro údery proti živé síle se používají Lancety s vysoce explozivní tříštivou nebo termobarickou hlavicí, proti obrněným vozidlům s hlavicí HEAT.

## Uživatelé
Rusko
- Ozbrojené síly Ruské federace

## Specifikace

### Hlavní charakteristiky
- Posádka: 0
- Hmotnost: 12 kg
- Pohonná jednotka: 1 × elektromotor

### Výkony
- Cestovní rychlost: 110 km/h
- Rychlost při střemhlavém přiblížení na cíl: 300 km/h

### Výzbroj
- Hlavní výzbroj: vysoce explozivními (HE), nebo HE-fragmentační hlavice